# Linda testacea
Linda testacea är en skalbaggsart som först beskrevs av Saunders 1839.  Linda testacea ingår i släktet Linda och familjen långhorningar.
Artens utbredningsområde är:
- Bangladesh.
- Laos.
- Burma.

Inga underarter finns listade i Catalogue of Life.